# Schneefernerkopf
De Schneefernerkopf is een 2874 meter hoge bergtop aan het westelijke uiteinde van het Wettersteingebergte in de Alpen op de grens tussen het Duitse Beieren en het Oostenrijkse Tirol.
De berg maakt deel uit van het Zugspitzemassief. Aan de zijde van de Tiroler plaatsen Ehrwald en Lermoos kenmerkt de berg zich door steile rotswanden.
De Schneefernerkopf wordt regelmatig de op een na hoogste berg van Duitsland genoemd, na de Zugspitze. De definitie berg is hierbij van groot belang. Vanwege de nabije ligging van de Zugspitze, kan men zich afvragen of de Schneefernerkopf als aparte berg kan worden gerekend. Indien dat niet het geval zou zijn, dan is de Hochwanner de op een na hoogste berg van Duitsland, omdat deze door het Reintal, de Gatterl en de Feldernjöchl duidelijk van de Zugspitze gescheiden is. Omdat de Hochwanner een relatief onbekende berg is, wordt de 2713 meter hoge Watzmann in de Berchtesgadener Alpen nog steeds onterecht veelvuldig als op een na hoogste berg van Duitsland beschouwd.